# Hospital e Real Colégio de Cirurgia de São Carlos
O Real Colegio de Cirugía de San Carlos, é uma obra arquitetônica espanhola, localizada em Madri. Foi construído no século XIX, aproveitando-se a planta do antigo Hospital General y de la Pasión, para servir como faculdade de medicina e cirurgia, que começou a funcionar em 1 de outubro de 1717, antes da conclusão do prédio.